# Tarkughat
Tarkughat (en népalais : तार्कुघाट) est un comité de développement villageois du Népal situé dans le district de Lamjung. Au recensement de 2011, il comptait 2 893 habitants.